# Kreuztracht

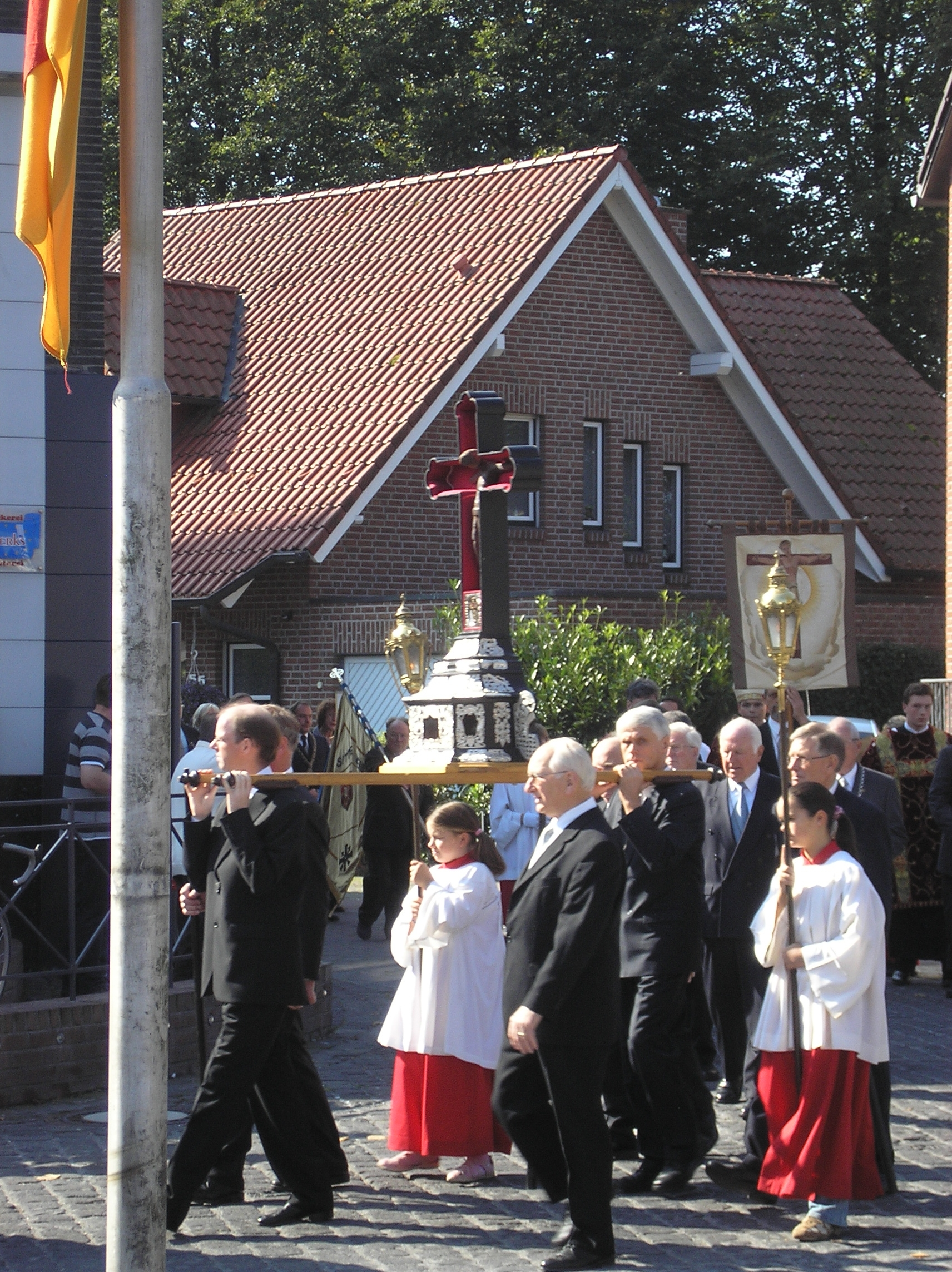
Kreuztracht in Kranenburg

Eine Kreuztracht oder auch Kreuzumtracht, abgeleitet von „Kreuz tragen“, ist ein prozessionales Umhertragen eines Gnadenbildes in Form eines Kreuzes durch die Straßen eines Ortes. Der Begriff kommt zumeist in Westfalen und Norddeutschland vor. Zuweilen finden Kreuztrachten auch als Wallfahrt statt. Kreuztrachten finden zu unterschiedlichen Terminen statt, oft am Karfreitag aber auch um den Johannistag.
Im oberbayerischen und österreichischen Raum bezeichnet „Kreuztracht“ stellenweise auch Wallfahrten (z. B. am Dom Sankt Peter in Salzburg) oder das ländliche Einzugsgebiet eines Gotteshauses (z. B. in Prien am Chiemsee).

## Geschichte
Die Kreuztracht wurde in Norddeutschland in der Gegenreformation eingeführt. Im Bistum Münster geschah dies im frühen 17. Jahrhundert und dann verstärkt nach dem Dreißigjährigen Krieg unter dem Fürstbischof Christoph Bernhard von Galen. 1616 fand die erste Kreuztracht in Münster statt. Darsteller waren Schüler des dortigen Jesuitenkollegs. Im Erzbistum Paderborn wurde die Kreuztracht in Form einer Prozession zu sieben Kirchen der Stadt eingeführt, nach Art der römischen Pilgerkirchen.

## Liste der Kreuztrachten
- Wiedenbrücker Kreuztracht
- Stromberger Kreuztracht
- Mendener Kreuztracht
- Meppener Kreuztracht
- Delbrücker Kreuztracht
- Kranenburger Kreuzwallfahrt
- Kreuztracht in Gehrden

## Kreuztrachten als Einzugsgebiete
- Kreuztrachten der Pfarrei Prien